# Preondactylus
Preondactylus fou un gènere de pterosaures de cua llarga que visqueren al Triàsic Superior (durant el Carnià tardà o el Norià primerenc, fa uns 228 milions d'anys), al continent Pangea (on actualment és Itàlia).
Conté una única espècie coneguda, Preondactylus buffarinii, anomenada en honor de Nando Buffarini, el seu descobridor. Preondactylus s'assembla al gènere de pterosaure Dorygnathus.

## Descripció
El preondàctil tenia una punta en cada dent. La seva dieta consistia en peixos, insectes o tots dos, però encara hi ha debats, ja que l'estructura dental pot indicar una dieta (o les dues). Tenia ales curtes, que tenien una envergadura total de només 45 cm, i unes potes relativament llargues. Les ales curtes eren una característica «primitiva» dels pterosaures, però el preondàctil era un animal volador totalment desenvolupat.

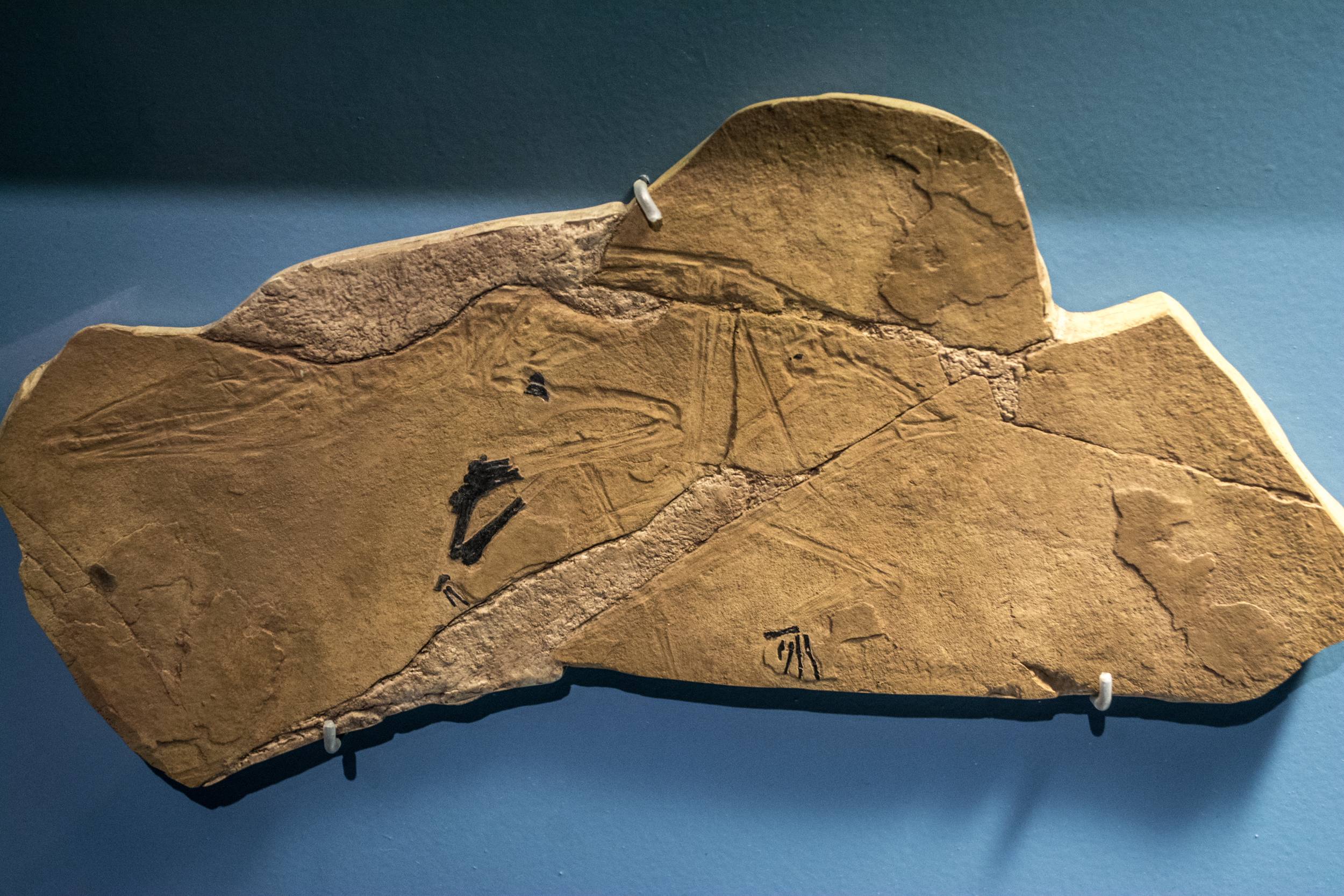
Fòssil d'un preondàctil
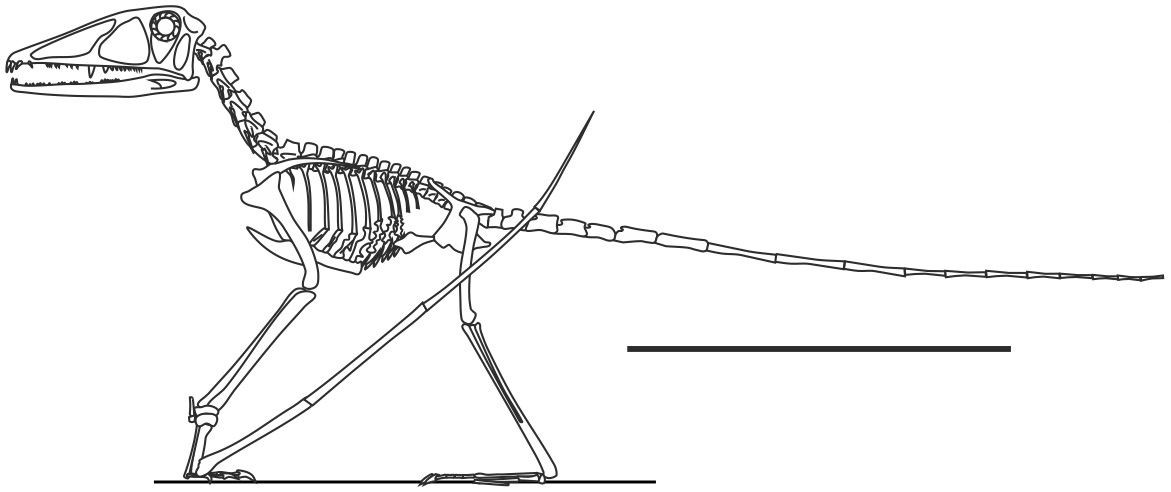
Reconstrucció de l'esquelet
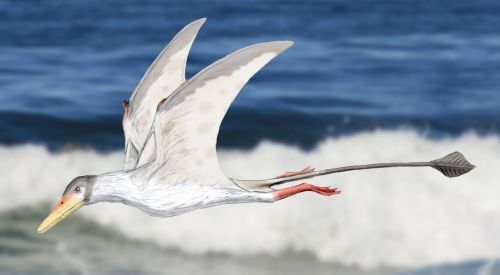
Recreació d'un preondàctil

## Història del seu descobriment
Quan Nando Buffarini va descobrir el preondàctil, la llosa prima calcària dolomítica bituminosa que contenia el fòssil accidentalment es va trencar en diverses peces mentre era extreta. Després de recompondre la roca va ser netejada amb aigua per ell i la seva esposa, i la marga en què estava l'os va ser arrossegada per l'aigua i es va perdre. Tot això va deixar una impressió en negatiu sobre la pedra, de la qual es va fer un motlle de silicona que va permetre el subseqüent estudi de les restes d'una altra manera. Es pot veure la major part de l'esquelet, però les parts posteriors del crani no s'han preservat. Aquest primer espècimen és l'holotip MFSN-1891.
Es va trobar un segon espècimen desarticulat, MFSN-1770, a la mateixa localitat el 1984, prop de 150-200 metres més profund entre els estrats que la troballa original. El segon espècimen sembla haver estat preservat en un bol alimentari d'un peix depredador, el qual va consumir al preondàctil i va vomitar les peces indigeribles que més tard es van fossilitzar. Un coneixement més detallat de la variabilitat dels pterosaures del Triàsic ha fet que la identificació de aquest espècimen de Preondactylus fos incerta, i fins i tot pot ser que les restes no siguin de pterosaure.
Un tercer espècimen és MFSN-25161, un crani parcial, que no té la mandíbula inferior.

## Filogènia
La seva única espècie coneguda, Preondactylus buffarinii, va ser descrita i nomenada per Rupert Wild el 1984. El nom del gènere es refereix al municipi italià de Preone, i el nom de l'espècie honra al seu descobridor, Nando Buffarini. Rupert va classificar la nova espècie dins de la família Rhamphorhynchidae, un grup del qual es coneixen espècies molt antigues el Dorygnathus, però aviat es va entendre que aquesta forma era molt més basal. Una anàlisi cladística feta per David Unwin va trobar que el preondàctil era el pterosaure més basal, i l'espècie va ser d'acord amb això usada per ell per definir el node del clade Pterosauria. Tanmateix, altres anàlisis han trobat una posició més o menys derivada del Preondactylus.
La següent anàlisi filogenètica segueix la topologia d'Upchurch et al. (2015).
|  | Preondactylus buffarinii  |
|  |                           |
|  | Austriadactylus cristatus |
|  |                           |

|  | Raeticodactylus filisurensis |
|  |                              |
|  | Caviramus schesaplanensis    |
|  |                              |

|  | Arcticodactylus cromptonellus                                                      |
|  |                                                                                    |
|  | \| \| Carniadactylus rosenfeldi \| \| \| \| \| \| Eudimorphodon ranzii \| \| \| \| |
|  |                                                                                    |
|  | Carniadactylus rosenfeldi                                                          |
|  |                                                                                    |
|  | Eudimorphodon ranzii                                                               |
|  |                                                                                    |

|  | Carniadactylus rosenfeldi |
|  |                           |
|  | Eudimorphodon ranzii      |
|  |                           |

|  | Raeticodactylus filisurensis |
|  |                              |
|  | Caviramus schesaplanensis    |
|  |                              |

|  | Arcticodactylus cromptonellus                                                      |
|  |                                                                                    |
|  | \| \| Carniadactylus rosenfeldi \| \| \| \| \| \| Eudimorphodon ranzii \| \| \| \| |
|  |                                                                                    |
|  | Carniadactylus rosenfeldi                                                          |
|  |                                                                                    |
|  | Eudimorphodon ranzii                                                               |
|  |                                                                                    |

|  | Carniadactylus rosenfeldi |
|  |                           |
|  | Eudimorphodon ranzii      |
|  |                           |

|  | Raeticodactylus filisurensis |
|  |                              |
|  | Caviramus schesaplanensis    |
|  |                              |

|  | Arcticodactylus cromptonellus                                                      |
|  |                                                                                    |
|  | \| \| Carniadactylus rosenfeldi \| \| \| \| \| \| Eudimorphodon ranzii \| \| \| \| |
|  |                                                                                    |
|  | Carniadactylus rosenfeldi                                                          |
|  |                                                                                    |
|  | Eudimorphodon ranzii                                                               |
|  |                                                                                    |

|  | Carniadactylus rosenfeldi |
|  |                           |
|  | Eudimorphodon ranzii      |
|  |                           |

|  | Raeticodactylus filisurensis |
|  |                              |
|  | Caviramus schesaplanensis    |
|  |                              |

|  | Arcticodactylus cromptonellus                                                      |
|  |                                                                                    |
|  | \| \| Carniadactylus rosenfeldi \| \| \| \| \| \| Eudimorphodon ranzii \| \| \| \| |
|  |                                                                                    |
|  | Carniadactylus rosenfeldi                                                          |
|  |                                                                                    |
|  | Eudimorphodon ranzii                                                               |
|  |                                                                                    |

|  | Carniadactylus rosenfeldi |
|  |                           |
|  | Eudimorphodon ranzii      |
|  |                           |

|  | Preondactylus buffarinii  |
|  |                           |
|  | Austriadactylus cristatus |
|  |                           |

|  | Raeticodactylus filisurensis |
|  |                              |
|  | Caviramus schesaplanensis    |
|  |                              |

|  | Arcticodactylus cromptonellus                                                      |
|  |                                                                                    |
|  | \| \| Carniadactylus rosenfeldi \| \| \| \| \| \| Eudimorphodon ranzii \| \| \| \| |
|  |                                                                                    |
|  | Carniadactylus rosenfeldi                                                          |
|  |                                                                                    |
|  | Eudimorphodon ranzii                                                               |
|  |                                                                                    |

|  | Carniadactylus rosenfeldi |
|  |                           |
|  | Eudimorphodon ranzii      |
|  |                           |

|  | Raeticodactylus filisurensis |
|  |                              |
|  | Caviramus schesaplanensis    |
|  |                              |

|  | Arcticodactylus cromptonellus                                                      |
|  |                                                                                    |
|  | \| \| Carniadactylus rosenfeldi \| \| \| \| \| \| Eudimorphodon ranzii \| \| \| \| |
|  |                                                                                    |
|  | Carniadactylus rosenfeldi                                                          |
|  |                                                                                    |
|  | Eudimorphodon ranzii                                                               |
|  |                                                                                    |

|  | Carniadactylus rosenfeldi |
|  |                           |
|  | Eudimorphodon ranzii      |
|  |                           |

|  | Raeticodactylus filisurensis |
|  |                              |
|  | Caviramus schesaplanensis    |
|  |                              |

|  | Arcticodactylus cromptonellus                                                      |
|  |                                                                                    |
|  | \| \| Carniadactylus rosenfeldi \| \| \| \| \| \| Eudimorphodon ranzii \| \| \| \| |
|  |                                                                                    |
|  | Carniadactylus rosenfeldi                                                          |
|  |                                                                                    |
|  | Eudimorphodon ranzii                                                               |
|  |                                                                                    |

|  | Carniadactylus rosenfeldi |
|  |                           |
|  | Eudimorphodon ranzii      |
|  |                           |

|  | Raeticodactylus filisurensis |
|  |                              |
|  | Caviramus schesaplanensis    |
|  |                              |

|  | Arcticodactylus cromptonellus                                                      |
|  |                                                                                    |
|  | \| \| Carniadactylus rosenfeldi \| \| \| \| \| \| Eudimorphodon ranzii \| \| \| \| |
|  |                                                                                    |
|  | Carniadactylus rosenfeldi                                                          |
|  |                                                                                    |
|  | Eudimorphodon ranzii                                                               |
|  |                                                                                    |

|  | Carniadactylus rosenfeldi |
|  |                           |
|  | Eudimorphodon ranzii      |
|  |                           |